# NMS Marsuinul
NMS Marsuinul a fost un submarin al Marinei Regale Române utilizat în timpul celui de-al Doilea Război Mondial și asamblat în România, la Șantierul Naval Galați.
NMS Marsuinul a fost proiectat inițial ca submarin puitor de mine, însă a fost transformat ulterior în submarin de atac. A executat o singură crucieră, între 10 și 27 mai 1944. Deși a fost atacat intens de inamic, submarinul s-a întors în portul Constanța. După 23 august 1944, a fost confiscat de Uniunea Sovietică. Pe 20 februarie 1945, o torpilă a explodat în interiorul submarinului aflat la cheu în portul Poti. A fost ulterior ridicat la suprafață și reparat. Submarinul a fost casat în 1950.